# Inachus (mythologie)
Inachus (Oudgrieks: Ιναχος) is een van de Potamiden. Dat waren in de Griekse mythologie de kinderen van Oceanus en Tethys. Hij personifieerde de gelijknamige rivier in Griekenland. Inachus was getrouwd met Melia en was de vader van Phoroneus en Io. Hij was ook de stichter van de stad Argos, nadat hij de provincie Argolis na de zondvloed van Deucalion weer bewoonbaar had gemaakt.
Samen met Cephissus en Asterion kende Inachus de heerschappij over Argos toe aan de godin Hera, die zij verkozen boven Poseidon. Als gevolg liet Poseidon Argolis opdrogen en stroomde de Inachus alleen nog in de regentijd.

## Antieke bronnen
- Apollodorus van Athene, Bibliotheca II 1.1.